# Lynx supercluster
De Lynx Supercluster is een van de meest ver gelegen superclusters in het sterrenbeeld Lynx. De supercluster ligt immens ver buiten het Pisces-Cetus Supercluster Complex, namelijk meer dan 4.142.280.000 lj. 